# Riot in Japan: Live!!
Riot in Japan: Live!! —en español: Riot desde Japón: ¡¡en directo!!— es un álbum en vivo de la banda estadounidense de heavy metal Riot y fue publicado originalmente en Japón en formato de disco compacto por Sony Music Japan en el año de 1992.

## Grabación
Este material discográfico fue grabado durante dos presentaciones de la gira promocional de The Privilege of Power realizadas en las ciudades de Osaka y Tokio, Japón, en el mes de junio de 1990.

## Reedición de 1999
La discográfica Metal Blade Records republicó este disco en el año de 1999 bajo el nombre de Live in Japan.  Esta reedición presentaba un arte de portada diferente al original y enlistaba solamente doce de los dieciocho temas de la publicación de 1992. Sin embargo, ambas versiones numeran una versión de la canción «Smoke on the Water» de Deep Purple, grabado durante el proceso de registro de The Privilege of Power.

## Lista de canciones

### Versión original de 1992
| N.º     | Título                                                                             | Escritor(es)                                                         | Duración |  |
| 1.      | «Minutes to Showtime»                                                              | Riot                                                                 | 2:02     |  |
| 2.      | «On Your Knees... In Tokyo!»                                                       | Tony Moore / Don Van Stavern                                         | 3:53     |  |
| 3.      | «Metal Soldiers»                                                                   | Moore / Mark Reale / Van Stavern                                     | 4:43     |  |
| 4.      | «Runaway»                                                                          | Moore / Reale                                                        | 5:15     |  |
| 5.      | «Tokyo Rose... In Osaka!»                                                          | Reale / Guy Speranza                                                 | 2:25     |  |
| 6.      | «Rock City»                                                                        | Reale / Speranza / Lou A. Kouvaris / Phil Feit                       | 3:16     |  |
| 7.      | «Outlaw»                                                                           | Reale / Speranza                                                     | 4:19     |  |
| 8.      | «Killer»                                                                           | Moore / Reale / Van Stavern                                          | 4:43     |  |
| 9.      | «Skins & Bones, Part 1» (solo de batería)                                          |                                                                      | 3:17     |  |
| 10.     | «Skins & Bones, Part 2» (solo de batería)                                          |                                                                      | 2:00     |  |
| 11.     | «Johnny's Back... In Tokyo!»                                                       | Don Van Stavern                                                      | 5:24     |  |
| 12.     | «Flight of the Warrior»                                                            | Don Van Stavern                                                      | 4:08     |  |
| 13.     | «Ladies and Gentleman... Mark Reale» (solo de guitarra)                            |                                                                      | 3:09     |  |
| 14.     | «Japan Cakes» (solo de guitarra)                                                   |                                                                      | 2:22     |  |
| 15.     | «Narita»                                                                           | Reale / Speranza                                                     | 2:09     |  |
| 16.     | «Warrior»                                                                          | Reale / Speranza / Steve Costello                                    | 5:39     |  |
| 17.     | «The Dressing Room the Encore Begins... In Tokyo!/The Encore Continues» (a capela) |                                                                      | 3:02     |  |
| 18.     | «Smoke on the Water... In New York!» (versión de Deep Purple)                      | Ian Gillan / Ritchie Blackmore / Roger Glover / Jon Lord / Ian Paice | 4:04     |  |
| 1:06:26 |                                                                                    |                                                                      |          |  |

### Reedición de 1999
| N.º   | Título                                        | Escritor(es)                               | Duración |  |
| 1.    | «On Your Knees»                               | Moore / Van Stavern                        | 3:53     |  |
| 2.    | «Metal Soldiers»                              | Moore / Reale / Van Stavern                | 4:43     |  |
| 3.    | «Runaway»                                     | Moore / Reale                              | 5:15     |  |
| 4.    | «Tokyo Rose»                                  | Reale / Speranza                           | 2:25     |  |
| 5.    | «Rock City»                                   | Reale / Speranza / Kouvaris / Feit         | 3:16     |  |
| 6.    | «Outlaw»                                      | Reale / Speranza                           | 4:19     |  |
| 7.    | «Killer»                                      | Moore / Reale / Van Stavern                | 4:43     |  |
| 8.    | «Johnny's Back»                               | Don Van Stavern                            | 5:24     |  |
| 9.    | «Flight of the Warrior»                       | Don Van Stavern                            | 4:08     |  |
| 10.   | «Narita»                                      | Reale / Speranza                           | 2:09     |  |
| 11.   | «Warrior»                                     | Reale / Speranza / Costello                | 5:39     |  |
| 12.   | «Smoke on the Water» (versión de Deep Purple) | Gillan / Blackmore / Glover / Lord / Paice | 4:04     |  |
| 50:44 |                                               |                                            |          |  |

## Créditos

### Riot
- Tony Moore — voz
- Mark Reale — guitarra
- Mike Flyntz — guitarra
- Pete Pérez — bajo
- Bobby Jarzombek — batería

### Personal de producción
- Steve Loeb — productor
- Brian J. Ames — diseño de arte de portada